# Alicia Mancilla
Alicia Mancilla (28 de novembre de 1999) és una nedadora guatemalenca, però resident a Doral (Florida, Estats Units) i on pertany al Gulliver Swim Club. Anteriorment va militar en el Miami Dade County Aquatic Club i en el Florida Gold Coast.
En el Campionat del Món de natació de 2017 disputat a Budapest (Hongria) va prendre part de la prova de 1500 metres estil lliure. Va participar en la primera de les sèries i va acabar en la 19a posició del total de participants, amb un temps de 17:15.04, i en la prova de 200 m papallona, finalitzant en el 32é lloc.